# 叻拋路
叻拋路位於泰國的首都曼谷。雖然街名跟叻拋縣相同，但是它並非位於此縣，它實際始於乍都節縣的拍鳳裕庭路，通過旺董郎縣，終點在挽甲必縣。曼谷地鐵有兩個車站服務這條馬路：「拍鳳裕庭（Phahon Yothin）」及「叻拋（Lat Phrao）」。

## 路上的主要機構
- 家樂福超級市場（叻拋分店）
- 密西中心（超級市場）
- 易初蓮花（超級市場）

## 地鐵站的位置
曼谷地鐵 的「叻拋（Lat Phrao）」車站及「拍鳳裕庭（Phahon Yothin）」車站皆位於與叻猜拉披色路的交界處。